# Zandžanska pokrajina
Zandžanska pokrajina (perz. استان زنجان; Ostān-e Zandžān) je jedna od 31 iranske pokrajine. Smještena je na sjeverozapadnom dijelu zemlje, a omeđena je Istočnim Azarbajdžanom, Ardabilskom pokrajinom i Gilanom na sjeveru, Kazvinskom pokrajinom na istoku, Hamadanskom pokrajinom na jugu, te Kurdistanskom pokrajinom i Zapadnim Azarbajdžanom na zapadu. Zandžanska pokrajina ima površinu od 21.773 km², a prema popisu stanovništva iz 2006. godine u njoj je živjelo 970.946 stanovnika. Sjedište pokrajine smješteno je u gradu Zandžanu.

## Okruzi
- Abharski okrug
- Hodabandski okrug
- Horamdarski okrug
- Idžrudski okrug
- Mahnešanski okrug
- Taromski okrug
- Zandžanski okrug

## Vanjske poveznice
- (perz.) Službene stranice Zandžanske pokrajine  Arhivirana inačica izvorne stranice od 26. kolovoza 2015. (Wayback Machine)

Ostali projekti
|  | Zajednički poslužitelj ima još gradiva o temi Zandžanska pokrajina |